# らくさぶろう
らくさぶろう（1965年5月18日 - ）は、愛媛県大洲市生まれのローカルタレント・元政治活動家。本名は冨永 幸伸（とみなが ゆきのぶ）。

## 来歴
5歳で松山市に移り、松山市立新玉小学校、松山市立雄新中学校、愛媛県立松山東高等学校を卒業後、上京して玉川大学に入学する。同級生には薬師丸ひろ子がいた。家庭の事情で2年で帰郷して、愛媛大学教育学部（音楽教員養成課程）へ再入学（のちに中退）。
2019年7月21日に行われた参院選に愛媛県選挙区から自由民主党公認で立候補したが、元衆議院議員で元南海放送アナウンサーの永江孝子に及ばず、落選した。落選後は政治活動からの引退と、芸能活動復帰を表明した。政治活動に伴いレギュラー番組とCMを降板したため、2019年12月よりYouTuberに転身した。

## 人物
愛媛県内ではローカルタレントとして活動し、「愛媛のみのもんた」と呼ばれている。テレビ出演の際には、割烹着やエプロンを身につけて女性物のかつらを被った「らくおばちゃん」として登場することもあった。
愛媛大学落語研究会で「寿亭洛三郎」の高座名で活動していた。友近と「ディープ・キス」という名前でコンビを組んでいたこともある。

## 政治活動における政策・主張
- 2019年10月に予定されている消費税の10%への引き上げについて「法律に従い、引き上げるべきだ」と回答している[5]。
- 選択的夫婦別姓導入への賛否について「どちらとも言えない」としている[6]。

## 出演

### 現在の出演
- 週刊 らくさぶろう本舗　(FM愛媛)

### テレビ
あいテレビ
- 特盛・鴻上丼
- ハナマル調査団
- ハナマルセブン
- らくごはん
- らくガキ!
- らく道楽

南海放送
- おかえりテレビWEEKEND

CBCテレビ
- 歩道・車道バラエティ 道との遭遇（2024年1月30日）ゲスト出演[7][8]

### ラジオ
- JOAF!らくさぶろうのモーニングおん!（南海放送）
- 大盛り 特盛り 「ゴゴモリ!!」（南海放送）
- らくやのぉ→らくやのぉの逆襲（南海放送）[9]
- らくさぶろうのビバ！すいそうがく（FM愛媛）
- らくさぶろうのココシミにちようび（南海放送）[10]

※この他にも、愛媛ローカルだが味噌のCMにも「らくおばちゃん」に扮して出演している。（ギノーみそ・ひしお）
また、一時期深夜帯におけるあいテレビの放送終了前の天気予報の時間に、らくおばちゃん名義でのオリジナルソングを提供していたことがある。これは愛媛県下各地の天気予報が流れる際にそのバックでらくおばちゃんが買い物先等で意地悪ばあさんさながらの行動をするという、一種のPVのような作りになっていた。

## 選挙歴
| 当落 | 選挙                     | 執行日         | 年齢 | 選挙区       | 政党       | 得票数     | 得票率 | 定数 | 得票順位 /候補者数 | 政党内比例順位 /政党当選者数 |
| ---- | ------------------------ | -------------- | ---- | ------------ | ---------- | ---------- | ------ | ---- | ------------------ | ---------------------------- |
| 落   | 第25回参議院議員通常選挙 | 2019年07月21日 | 54   | 愛媛県選挙区 | 自由民主党 | 24万8616票 | 41.51% | 1    | 2/3                | /                            |